# George Gordon, I conte di Aberdeen
George Gordon, I conte di Aberdeen (6 ottobre 1637 – Kellie, 20 aprile 1720), è stato un nobile scozzese, e Lord Cancelliere di Scozia.

## Biografia
Era il secondo figlio di John Gordon, I Baronetto, e di sua moglie, Mary Forbes. Studiò diritto civile all'estero.

## Carriera
Alla Restaurazione, a suo padre vennero riconsegnate le terre e nel 1665 succedette al fratello come baronetto e per le proprietà di famiglia.
Ha rappresentato Aberdeenshire nel Parlamento di Scozia. Nel novembre 1678 è stato nominato Consigliere della Corona per la Scozia, e nel 1680 è stato nominato Lord Haddo. È stato membro di primo piano dell'amministrazione del duca di York e nel novembre 1681 è stato nominato Lord Presidente del Consiglio privato.
Nel 1682 è stato nominato Lord Cancelliere di Scozia, ed è stato creato, il 13 novembre, conte di Aberdeen, visconte Formartine e Lord Haddo, Methlick, Tarves e Kellie.

## Matrimonio
Sposò, nel 1671, Anne Lockhart, figlia e unica erede di George Lockhart di Tarbrax e di Anne Lockhart. Ebbero nove figli:
- John Gordon (1673-1675);
- Lord George Gordon (1674-1694);
- Lady Anne Gordon (1675-1709), sposò Alexander Montgomerie, IX conte di Eglinton, ebbero otto figli;
- Lord James Gordon (1676-1720);
- Lady Jean Gordon (1678-?);
- William Gordon, II conte di Aberdeen (1679-30 marzo 1746);
- Lady Martha Gordon (1681-?), sposò John Udny, non ebbero figli;
- Lady Mary Gordon (1682-1753), sposato Alexander Fraser, XIII Lord Saltoun, ebbero tre figli;
- Lady Margaret Gordon (1683-1738).

## Morte
Morì il 20 aprile 1720, all'età di 82 anni.
| Controllo di autorità | VIAF (EN) 76267632 · LCCN (EN) nr2004026107 |